# Eiði
Eiði is een dorp dat behoort tot de gemeente Eiðis kommuna in het noorden van het eiland Eysturoy op de Faeröer. De naam Eiði betekent landengte in het Faeröers. Eiði heeft 669 inwoners. De postcode is FO 470. Er is een hotel en camping in Eiði en het dorp heeft ook een voetbalclub die speelt onder de naam EB/Streymur (Eiðis Bóltfelag).

## Externe link

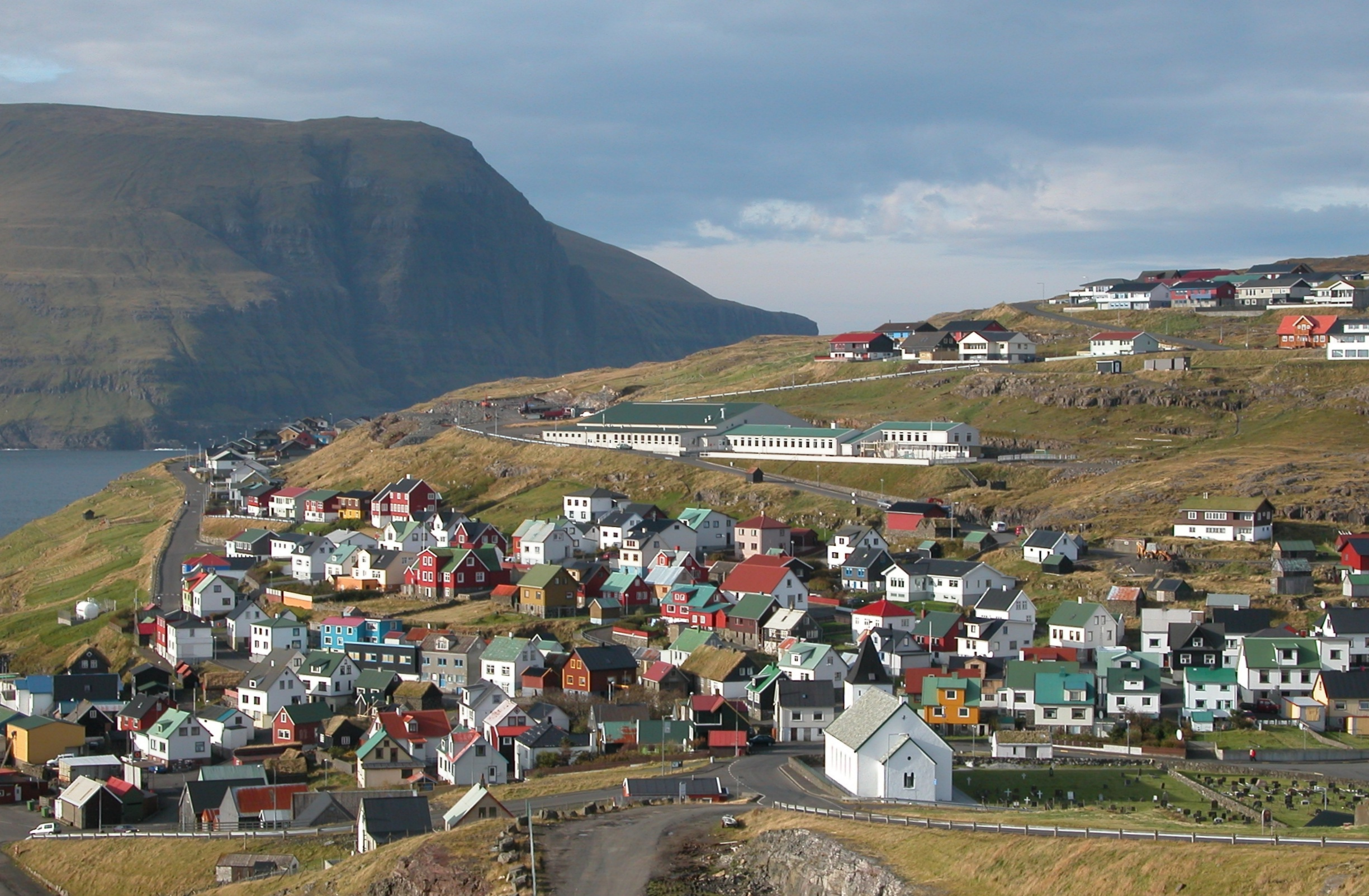